# Noh Tae-hyun
Đây là một tên người Triều Tiên, họ là Roh.
Noh Tae-hyun (tiếng Hàn: 노태현; sinh ngày 15 tháng 10 năm 1993), là một ca sĩ người Hàn Quốc. Anh là thành viên của Hotshot và là cựu thành viên của JBJ. Anh đã phát hành vở kịch mở rộng solo đầu tay của anh, Birthday, vào ngày 24 tháng 1 năm 2019.

## Danh sách đĩa nhạc

### Đĩa mở rộng
| Tiêu đề  | Chi tiết Album | Vị trí biểu đồ đỉnh | Bán hàng      |
| Tiêu đề  | Chi tiết Album | KOR                 | Bán hàng      |
| -------- | --- | ------------------- | ------------- |
| Birthday | - Ngày phát hành: 24 tháng 1 năm 2019 - Nhãn đĩa: Star Crew Entertainment, Interpark - Định dạng: CD, digital download | 9                   | - KOR: 12.252 |

### Đĩa đơn

#### Là nghệ sĩ chính
| Tiêu đề                                          | Năm  | Vị trí biểu đồ đỉnh | Album    |
| Tiêu đề                                          | Năm  | KOR                 | Album    |
| ------------------------------------------------ | ---- | ------------------- | -------- |
| "I Wanna Know"                                   | 2019 | —                   | Birthday |
| "—" biểu thị các bản phát hành không có biểu đồ. |      |                     |          |